# Paul Van den Broeck
Paul Van den Broeck (n. 18 septembrie 1904, Antwerpen, Flandra, Belgia – d. 1 aprilie 1972, Antwerpen, Flandra, Belgia) a fost un bober și jucător de hochei pe gheață ce a reprezentat Belgia, medaliat olimpic. A participat la o ediție a Jocurilor Olimpice (1924) în care a câștigat o medalie de bronz în proba de bob.